# 危地馬拉鱷
危地馬拉鱷（學名Crocodylus moreletii），又名墨西哥鱷、莫瑞雷鱷，是一種小型鱷魚，身長大約3米。這種鱷魚是由一位法國自然學家莫瑞雷（1809年—1892年）於1850年發現之後命名的。牠們主要棲身於中美洲墨西哥及危地馬拉一帶的濕地。